# Mexobisium goodnighti
Espèce
Mexobisium goodnighti est une espèce de pseudoscorpions de la famille des Bochicidae.

## Distribution
Cette espèce se rencontre dans les grottes du Chiquibul Cave System au Belize et au Guatemala dans le département du Petén.

## Description
La femelle holotype mesure 4,40 mm.

## Étymologie
Cette espèce est nommée en l'honneur de Charles J. Goodnight.

## Publication originale
- Muchmore, 1973 : The pseudoscorpion genus Mexobisium in Middle America (Arachnida, Pseudoscorpiones). Bulletin of the Association for Mexican Cave Studies, no 5, p. 63-72 (texte intégral).